# Taxus calcicola
Taxus calcicola — вид хвойних дерев родини Podocarpaceae. Батьківщиною цього виду є Китай (Пд. Юньнань, Гуйчжоу) і пд. В'єтнам.